# Bgheidid
Bgheidid (tiếng Ả Rập: بغيديد) là một ngôi làng Syria nằm ở phó huyện Al-Saan ở huyện Salamiyah, Hama. Theo Cục Thống kê Trung ương Syria (CBS), Bgheidid có dân số 50 người trong cuộc điều tra dân số năm 2004.